# Diocese de Tuxpan
A Diocese de Tuxpan (em latim: Dioecesis Tuxpaniensis) é uma diocese da Igreja Católica localizada no município de Tuxpan, no estado de Veracruz, pertencente a Arquidiocese de Xalapa no México. Foi fundada em 9 de junho de 1962 pelo Papa João XXIII. Com uma população católica de 864.000 habitantes, sendo 76,9% da população total, possui 62 paróquias com dados de 2021.

## História
Em 9 de junho de 1962 o Papa João XXIII cria a Diocese de Diocese de Tuxpan através dos territórios da Diocese de Huejutla, Diocese de Papantla, Diocese de Tulancingo e da Diocese de Tampico. Em 1974 a Diocese de Tuxpan  tem seu território alterado em cnjunto com a Diocese de Tulancingo.

## Lista de bispos
A seguir uma lista de bispos desde a criação da diocese em 1962.
|                  | Nome                       | Período          | Notas                           |
| Bispos de Tuxpan | Bispos de Tuxpan           | Bispos de Tuxpan | Bispos de Tuxpan                |
| ---------------- | -------------------------- | ---------------- | ------------------------------- |
| 6º               | Roberto Madrigal Gallegos  | 2021 - atual     |                                 |
| 5º               | Juan Navarro Castellanos   | 2009 - 2021      |                                 |
| 4º               | Domingo Díaz Martínez      | 2002 - 2008      | Nomeado arcebispo de Tulancingo |
| 3º               | Luis Gabriel Cuara Méndez  | 1989 - 2000      | Nomeado bispo de Veracruz       |
| 2º               | Mario de Gasperín Gasperín | 1983 - 1989      | Nomeado bispo de Querétaro      |
| 1º               | Ignacio Lehonor Arroyo     | 1963 - 1982      |                                 |